# Carapelle
Carapelle é uma comuna italiana da região da Puglia, província de Foggia, com cerca de 5.900 habitantes. Estende-se por uma área de 24 km², tendo uma densidade populacional de 246 hab/km². Faz fronteira com Cerignola, Foggia, Manfredonia, Ordona, Orta Nova.

## Demografia
| Variação demográfica do município entre 1861 e 2011                               |
|                                                                                   |
| Fonte: Istituto Nazionale di Statistica (ISTAT) - Elaboração gráfica da Wikipedia |